# Louis Gassier
Pour les articles homonymes, voir Gassier.
Louis Gassier est un baryton français, né le 30 avril 1820 à Saint-Maximin, mort le 18 décembre 1871 à La Havane.

## Biographie
Louis-Nicolas-François Gassier a épousé la cantatrice espagnole Josefa Cruz-Fernandez. Il fut engagé avec son épouse en 1855 à Drury Lane à Londres, où ils se produisirent dans La sonnambula et Il trovatore.